# Colorado City (Colorado)
Colorado City é uma Região censo-designada localizada no estado americano de Colorado, no Condado de Pueblo.

## Demografia
Segundo o censo americano de 2000, a sua população era de 2018 habitantes.

## Geografia
De acordo com o United States Census Bureau tem uma área de
89,5 km², dos quais 89,3 km² cobertos por terra e 0,2 km² cobertos por água. Colorado City localiza-se a aproximadamente 1784 m acima do nível do mar.

## Localidades na vizinhança
O diagrama seguinte representa as localidades num raio de 48 km ao redor de Colorado City.